# Fântânele (Prahova)
Fântânele è un comune della Romania di 2 294 abitanti, ubicato nel distretto di Prahova, nella regione storica della Muntenia.
Il comune è formato dall'unione di 2 villaggi: Bozieni e Fântânele.
Nel 2004 si sono staccati da Fântânele i villaggi di Ghinoaica, Ungureni e Vadu Săpat, andati a formare il comune di Vadu Săpat.